# 새하얀 것은 더럽히고 싶어
《새하얀 것은 더럽히고 싶어》(真っ白なものは汚したくなる 마시로나모와요고시타쿠나루[*])은 일본의 여성 아이돌 그룹 케야키자카46의 첫 번째 음반. 2017년 7월 19일에 소니 레코드에서 발매됐다.

## 개요
케야키자카46의 첫 음반이다.